# ラブラブ・ライバル
『ラブラブライバル』は、1973年10月2日から1974年3月26日までTBS系列局で放送されていたテレビドラマである。大映テレビとTBSの共同製作。全26話。放送時間は毎週火曜 19:00 - 19:30 （日本標準時）。

## 概要
大映テレビ製作・岡崎友紀主演ライトコメディシリーズの第4弾。岡崎が当時出版した『明日のスケッチ』を原案にした作品である。
作品名は、TBSチャンネルの公式サイトにおいては「ラブラブ・ライバル」と表記されているが、実際のタイトルロゴに中黒は付されていない。

## あらすじ
主人公の秋元しずかは20歳になったのを機に家から独立し、幼馴染の北山洋一も勤める旅行会社に就職した。
しずかは海外研修を終えて帰国してきた洋一を迎えに空港まで行ったが、その際に南太郎という青年に一目惚れされ、彼からしつこく付きまとわれる。そして洋一との再会を果たすも、洋一もまたしつこく見合いを勧めてくる叔母の出雲フサエから逃げている最中だった。洋一は叔母から逃れるため、口からでまかせでしずかを自分の婚約者だと言ってしまう。一方のしずかも太郎から逃れるためにそれに乗り、婚約者のふりをする。
かくして互いの利益が一致したしずかと洋一はそのための嘘を貫き通すが、恋人役を演じているうちに次第に心が魅かれあっていく。

## キャスト
- 秋元しずか：岡崎友紀
- 藤乃すみれ：冨士真奈美
- 出雲フサエ：楠トシエ
- 北山洋一：時本和也
- 南太郎：内田喜郎
- 戸川勝子：十勝花子
- 西条八郎：夏夕介
- 小沢武子：姫ゆり子
- トミー：沢木順
- ミミ：西真澄
- 島村トシ子：宮前ゆかり
- 松井ゆかり：ホーン・ユキ
- 秋元つぼみ：青島美幸
- 浅永さゆり：上野紗千子
- 神田政吉：浜田光夫

## スタッフ
- プロデューサー：野木小四郎、下川隆輝
- 原案：岡崎友紀「明日のスケッチ」より
- 脚本：ながのひろし、村山庄三、佐々木守、胡桃哲
- 撮影:黒石恒生、喜田敏文
- 美術:亀岡紀
- 照明:桜井英昭
- 音楽：島田タカホ
- 録音:橋本泰夫
- 編集:本間元治
- 記録:中井妙子
- 結髪:伊藤きくよ
- 衣裳:大塚一良
- 助監督:青木敏、田中秀忠
- 制作主任:加治屋常幸
- 効果:東洋音響、帆苅幸雄
- タイトル:広岡正勅
- 協力:社団法人全国旅行業協会、アイ.マリオ馬里邑/日本高速フェリー、高知第一ホテル(第13、14話)/常磐ハワイアンセンター(第18話)/鈴高パノラマスキー場(第21話)/行川アイランド(第25話)
- 現像所:東京現像所
- 監督：ゆあさのりあき、岡屋竜一、青木敏、帯盛迪彦

## 主題歌
「風に乗って」
作詞：高木飛鳥（岡崎友紀） / 作曲：島田タカホ / 歌：岡崎友紀 / 発売：東芝レコード

## 放送日程
| 話数   | 放送日   | サブタイトル             | 脚本         | 監督           | ゲスト                                                                 |
| 1973年 | 1973年   | 1973年                   | 1973年       | 1973年         | 1973年                                                                 |
| ------ | -------- | ------------------------ | ------------ | -------------- | ---------------------------------------------------------------------- |
| 1      | 10月2日  | 婚約しちゃった？         | ながのひろし | ゆあさのりあき | 柳川慶子、寺町孝司、鍋谷孝喜、高橋昌也                                 |
| 2      | 10月9日  | スパイはつらいよ         | ながのひろし | ゆあさのりあき | 鍋谷孝喜                                                               |
| 3      | 10月16日 | 写真はもういや           | ながのひろし | ゆあさのりあき | 松村若代、山田禅二、美野夕子、赤井由香子、山瀬洋、都井健治、曾我一貴   |
| 4      | 10月23日 | 若さで勝負               | ながのひろし | 岡屋竜一       | 大和撫子、鍋谷孝志、松村若代、殿村敏之                                 |
| 5      | 10月30日 | オニよりこわいエンマ帖   | ながのひろし | 岡屋竜一       | 円城寺衛、赤井夕香子                                                   |
| 6      | 11月6日  | 上役世話役いやな奴       | ながのひろし | 岡屋竜一       | 赤井夕香子、浅井鉄夫、鈴木洋二、幾野道子、坊屋三郎                     |
| 7      | 11月13日 | 社長命令なのだ           | 胡桃哲       | 帯盛迪彦       | 藤木卓                                                                 |
| 8      | 11月20日 | お嫁に行きたい           | ながのひろし | 帯盛迪彦       | 日吉としやす、二丁千太、鍋谷幸喜、浅井鉄夫、本阿弥周子、志摩みづえ     |
| 9      | 11月27日 | 負けられません           | 佐々木守     | ゆあさのりあき | 桜井センリ、鍋谷孝喜、栗原啓子、笹まゆみ、早坂ゆかり、北大八           |
| 10     | 12月4日  | 大嫌いって大好き!!       | 村山庄三     | ゆあさのりあき | 美野夕子、赤井夕香子                                                   |
| 11     | 12月11日 | 何が何やら大混戦         | 佐々木守     | 青木敏         | 松崎真                                                                 |
| 12     | 12月18日 | 別居結婚大騒動           | 村山庄三     | 帯盛迪彦       | 美野夕子、赤井夕香子                                                   |
| 13     | 12月25日 | 悲劇、しごき旅行         | ながのひろし | 岡屋竜一       | 八代順子、三樹博、大塚弘子、山下晴正、横山修                           |
| 1974年 |          |                          |              |                |                                                                        |
| 14     | 1月1日   | よさこい珍騒動           | ながのひろし | 岡屋竜一       | 八代順子、森学、鳥丸都美子、筒井節子                                   |
| 15     | 1月8日   | モーレツ社員がやってきた | ながのひろし | 帯盛迪彦       | 伊藤光一、岡崎夏子、美野夕子、赤井夕香子                               |
| 16     | 1月15日  | ずっこけ社員がやってきた | ながのひろし | 帯盛迪彦       | 下馬二五七、美野夕子、赤井夕香子                                       |
| 17     | 1月22日  | 私の好きなひと           | ながのひろし | 岡屋竜一       | 赤井夕香子                                                             |
| 18     | 1月29日  | 夢のハワイ旅行           | ながのひろし | 岡屋竜一       | 簡野典子、由起艶子、山川弘乃、大原穣子山川ミチエ、赤井夕香子、美野夕子 |
| 19     | 2月5日   | 花嫁花婿ラブラブ音頭     | 佐々木守     | 帯盛迪彦       | 木島進介、馬口知子、奈良都成子、青木芳                                 |
| 20     | 2月12日  | 私は、私の恋人           | 村山庄三     | 帯盛迪彦       |                                                                        |
| 21     | 2月19日  | 雪のロマンス？           | ながのひろし | ゆあさのりあき | 清水今朝夫、鳥越文子、池田忠二、本間尚                                 |
| 22     | 2月26日  | 決死のアルバイト         | 胡桃哲       | 岡屋竜一       | 大泉滉、青空はるお、久保田民栄、飛田喜佐夫、夏木章、中田勉             |
| 23     | 3月5日   | おかしな同居人           | 村山庄三     | 岡屋竜一       | 伊藤高、里見たかし、保沢昌治                                           |
| 24     | 3月12日  | フィアンセがいっぱい     | 村山庄三     | ゆあさのりあき | 阿部寿美子、杜沢泰文、美野夕子、赤井夕香子                             |
| 25     | 3月19日  | 愛の太鼓をうちならせ     | ながのひろし | ゆあさのりあき | 木浦圭一、渡辺弘之、高橋重二、米良忠司、宮坂政雄                       |
| 26     | 3月26日  | 愛はおしみなく・・・・   | ながのひろし | ゆあさのりあき | 丸山博、宮原貴子、二丁千太                                             |